# Cacosternum cederbergense
Cacosternum cederbergense — вид жаб з родини Pyxicephalidae. Описаний у 2024 році.

## Поширення
Ендемік Південно-Африканської Республіки. Жаба трапляється в гірському масиві Седерберг. Уперше вид ідентифікував у 1997 році герпетолог Маріус Бюргер і спочатку цей вид плутали з Cacosternum karooicum.